# Acácio da Silva
Acácio da Silva Mora (født 2. januar 1961 i Montalegre, Portugal) er en tidligere portugisisk professionel landevejscykelrytter.
I løbet af hans karriere, fra 1982 til 1994, vandt han flere etaper i Tour de France og Giro d'Italia, og havde også den gule trøje i fire dage under Tour de France i 1989. I 1991 vandt han spurtkonkurrencen sammenlagt i Vuelta a España, uden at han fik en eneste etapesejr. Han blev portugisisk mester i landevejsløb i 1986.
| Cykling | Spire Denne biografi om en cykelrytter er en spire som bør udbygges. Du er velkommen til at hjælpe Wikipedia ved at udvide den. |